# Jhosuan Berríos
Jhosuan Javier Berríos Mora (Turbo, 24 gennaio 1997) è un calciatore colombiano, attaccante del Cerro.

## Carriera
Berríos ha iniziato a giocare a calcio nei settori giovanildi di Independiente Medellín e los del Sur, dopo aver interrotto la carriera da ostacolista. Nel 2019 si è trasferito in Uruguay al Mar de Fondo e nel 2021 ha firmato il suo primo contratto professionistico con il Rampla Juniors.
Ha debuttato in Segunda División il 3 giugno nell'incontro pareggiato 1-1 contro l'Atenas, trovando subito la prima rete in maglia verde-rossa. Nel 2023 si è trasferito al Rentistas e l'anno successivo ha fatto il salto di categoria firmando con il Cerro in Primera División.

## Statistiche

### Presenze e reti nei club
Statistiche aggiornate al 21 maggio 2024.
| Stagione        | Squadra         | Campionato      | Campionato | Campionato | Coppe nazionali | Coppe nazionali | Coppe nazionali | Coppe continentali | Coppe continentali | Coppe continentali | Altre coppe | Altre coppe | Altre coppe | Totale | Totale | Totale |
| Stagione        | Squadra         | Comp            | Pres       | Reti       | Comp            | Pres            | Reti            | Comp               | Pres               | Reti               | Comp        | Pres        | Reti        | Pres   | Reti   |        |
| --------------- | --------------- | --------------- | ---------- | ---------- | --------------- | --------------- | --------------- | ------------------ | ------------------ | ------------------ | ----------- | ----------- | ----------- | ------ | ------ | ------ |
| 2021            | Rampla Juniors  | PD              | 16         | 2          |                 | -               | -               |                    | -                  | -                  |             | -           | -           | 16     | 2      |        |
| 2022            | Rampla Juniors  | PD              | 11         | 0          | CU              | 4               | 0               |                    | -                  | -                  |             | -           | -           | 15     | 0      |        |
| 2023            | Rentistas       | SD              | 30         | 5          | CU              | 1               | 1               |                    | -                  | -                  |             | -           | -           | 31     | 6      |        |
| 2024            | Cerro           | PD              | 12         | 2          | CU              | 2               | 0               |                    | -                  | -                  |             | -           | -           | 14     | 2      |        |
| Totale carriera | Totale carriera | Totale carriera | 69         | 9          |                 | 7               | 1               |                    | -                  | -                  |             | -           | -           | 76     | 10     |        |